# فرودگاه توکوشیما
فرودگاه توکوشیما (به انگلیسی: Tokushima Airport) یک فرودگاه نظامی و همگانی با کد یاتا TKS است که یک باند فرود آسفالت بتن دارد و طول باند آن ۲۵۰۰ متر است. این فرودگاه در کشور ژاپن قرار دارد .

## شرکت‌های هواپیمایی و مقصدهای پروازی
| شرکت‌های هواپیمایی                | مقصدهای پروازی           |
| -------------------------------- | ------------------------ |
| آل نیپون ایرویز                  | هانه‌دا                   |
| خطوط هوایی ژاپن                  | هانه‌دا                   |
| خطوط هوایی ژاپن اجرا توسط جی-ایر | فوکوئوکا فصلی: نیو چیتوز |